# جودة (اسم)
جَوْدة أو جُودة هو اسم علم مذكر من أصل عربي، ومعناه هو من الفعل جاد صار جيدًا، وفعل جيدًا. و معناه أيضاً : صفة الجيّد و طبيعته،الإتيان بالجيِّد ، وكتابتها بتاء طويلة خطأ . قال سليمان بن عبد الملك: جودة اللسان بلا عقل خُدعة، وجودة العقل بلا لسان هُجنة.

## الأصل اللغوي
أصله اللغوي جاد ، و الجمع : جوَدات و جَوَدات.

## شخصيات تحمل الاسم
- جودة عبد الخالق (القرن 20 – )

## وصلات خارجية
- موسوعة السلطان قابوس لأسماء العرب نسخة محفوظة 5 أبريل 2019 على موقع واي باك مشين.